# Qingni He
Qingni He är ett vattendrag i Kina. Det ligger i den centrala delen av landet, 1 200 km sydväst om huvudstaden Peking.